# 飯田房太
飯田 房太（いいだ ふさた、1913年（大正2年）2月12日 - 1941年（昭和16年）12月8日）は、日本の海軍軍人。海兵62期。空母「蒼龍」戦闘機搭乗員として真珠湾攻撃に参加。戦死による二階級特進で最終階級は海軍中佐。

## 経歴
1913年（大正2年）2月12日、山口県都濃郡富田村 (現周南市)で旧家の一人息子として生まれた。1925年（大正14年）4月、徳山中学校 (現山口県立徳山高等学校)に進学、1931年（昭和6年）4月、海軍兵学校に入学し、1934年（昭和9年）11月17日、同校（62期）を125名中5番の成績で卒業した。少尉候補生として艦隊勤務や遠洋航海など実務練習を経て、1936年（昭和11年）4月、海軍少尉に任官、軽巡洋艦「那珂」に配属された。
1936年（昭和11年）12月、霞ヶ浦海軍航空隊の飛行学生となり、1937年（昭和12年）9月、第28期飛行学生教程を首席で修了した。海軍大尉に進級後、佐伯海軍航空隊、大村海軍航空隊を経て、1938年（昭和13年）11月、空母「蒼龍」に配属された。1939年（昭和14年）、霞ヶ浦航空隊の教官として内地に帰還し、霞ヶ浦海軍航空隊友部分遣隊の分隊長として、海兵66期の坂井知行、原正、日高盛康、藤田怡与蔵、山下丈二らを鍛えた。

### 成都攻撃
1940年（昭和15年）9月、華中方面の前線部隊12空 (司令長谷川喜一大佐)に配属され、1940年（昭和15年）10月26日昼、「長谷川部隊の戦闘機隊」を指揮して成都に対する戦闘機単独長駆襲撃 (第三回成都攻撃)を実施し、新津北東の上空で中華民国軍機10機（「E15型戦闘機」x5、フリート練習機x4、輸送機x1）と交戦して全機撃墜、1940年（昭和15年）11月6日に公開された『日本ニュース』第22号で「敵機撃墜の八勇士」として報道された。
第三回成都攻撃における飯田隊所属の「零式艦上戦闘機」（以下、「零戦」）一一型8機の編成と操縦者は以下の通りであった：指揮官 飯田房太大尉、二番機 光増政之一空曹、三番機 平本政治三空曹、第二小隊 一番機 山下小四郎空曹長、二番機 角田和男一空曹、三番機 岩井勉二空曹、第三小隊 一番機 北畑三郎一空曹、二番機 大木芳男二空曹。
また、角田和男は、昭和15年、12空在隊当時零戦の活躍で飛行隊が支那方面艦隊司令長官から感謝状を授与され、搭乗員達が喜んでいた際、飯田大尉だけが浮かぬ顔で、
と話したことを回想し、「飯田大尉こそ、私の11年半の海軍生活の中でただ一人だけ、この人とならいつ、どこで死んでも悔いはないとまで信服していた士官だったのである」と記している。

### 真珠湾攻撃

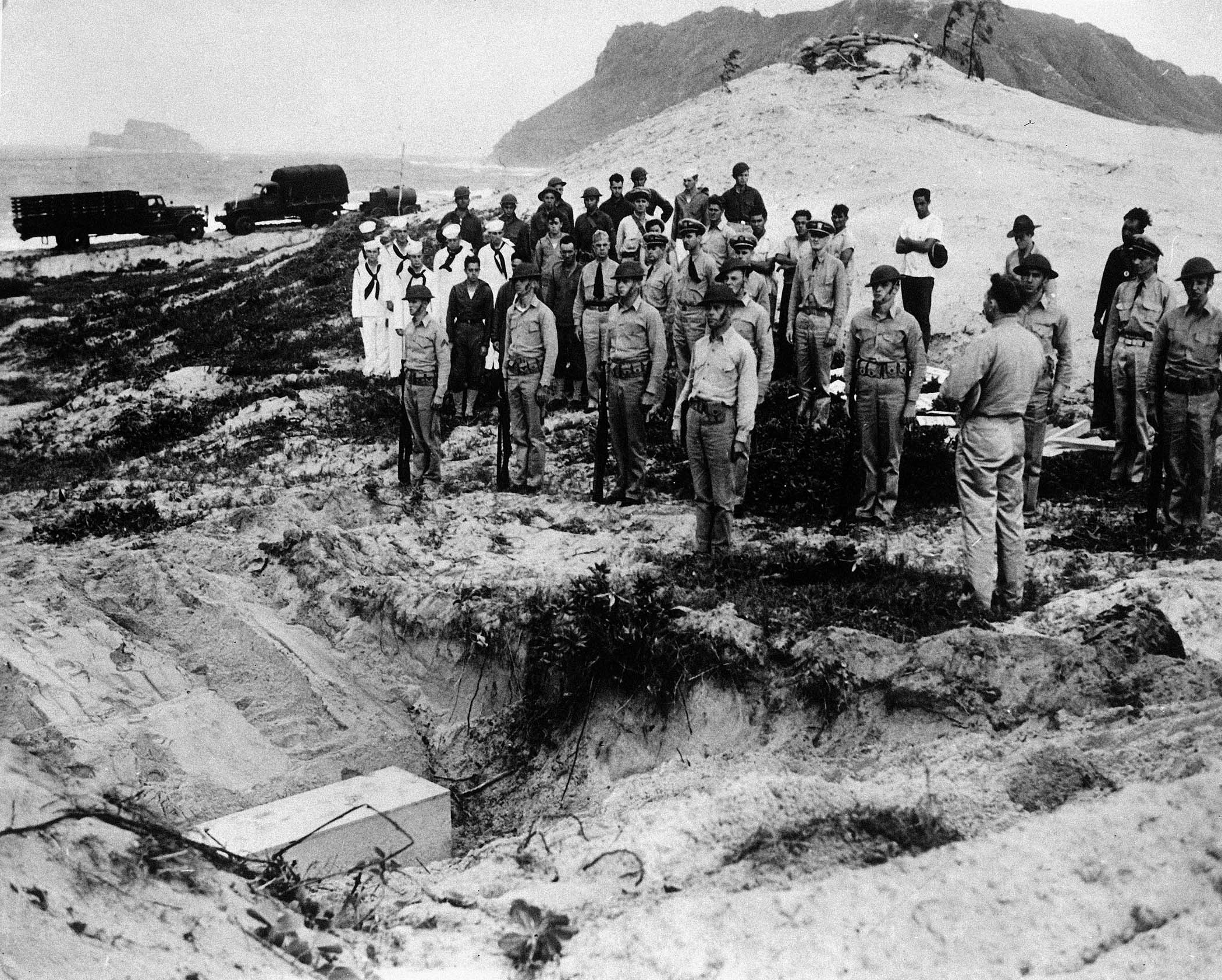
房太の遺体を埋葬する合衆国海軍兵達

1941年（昭和16年）9月に、空母「蒼龍」の分隊長となり、12月8日（現地時間12月7日）、第二次攻撃隊の第三制空隊（空母「蒼龍」制空隊）第三中隊長（第一小隊長兼任）として、真珠湾攻撃に参加した。房太の中隊は、カネオヘ海軍航空基地（1952年1月15日以降、カネオヘ湾海兵隊航空基地, Marine Corps Air Station Kaneohe Bay）を銃撃した後、ベローズ陸軍航空基地（現ベローズ空軍基地, Bellows Air Force Station）を機銃掃射した。再び、カネオへ海軍基地を攻撃中、房太の操縦する「零戦」二一型（固有機番号 BI-151）は、燃料タンクに被弾した。キャリバー50機関銃で応戦したジョン・ウィリアム・フィン（John William Finn）は、名誉勲章を受けた。
房太は、隷下の第二小隊長藤田怡与蔵中尉に、燃料切れを意味する手信号（自分の口元を指差して左右に振る）を送った後、手を振って、カネオへ海軍基地格納庫に向かって突入し、現地時間午前9時30分、妻帯士官宿舎付近の舗装道路に激突した。房太の遺体は、12月8日（現地時間）、カネオヘ海軍基地で戦死した18名の米海軍兵と1名の民間人とともに、同基地内に埋葬された。なお、真珠湾攻撃で、二番機の厚見峻一飛曹、三番機の石井三郎二飛曹（ニイハウ島付近で海面に突入し自爆）も未帰還となった。
真珠湾攻撃における第三制空隊 (第三中隊)所属の「零戦」二一型9機の編成と操縦者は以下の通りであった： 指揮官 飯田房太大尉　第一小隊 二番機 厚見峻一飛曹、三番機 石井三郎二飛曹、第二小隊 一番機 藤田怡与蔵中尉、二番機 高橋宗三郎一飛曹、三番機 岡元高志二飛曹、第三小隊 一番機 小田喜一一飛曹、二番機 田中二郎二飛曹、三番機 高島武雄三飛曹。

## 戦死後

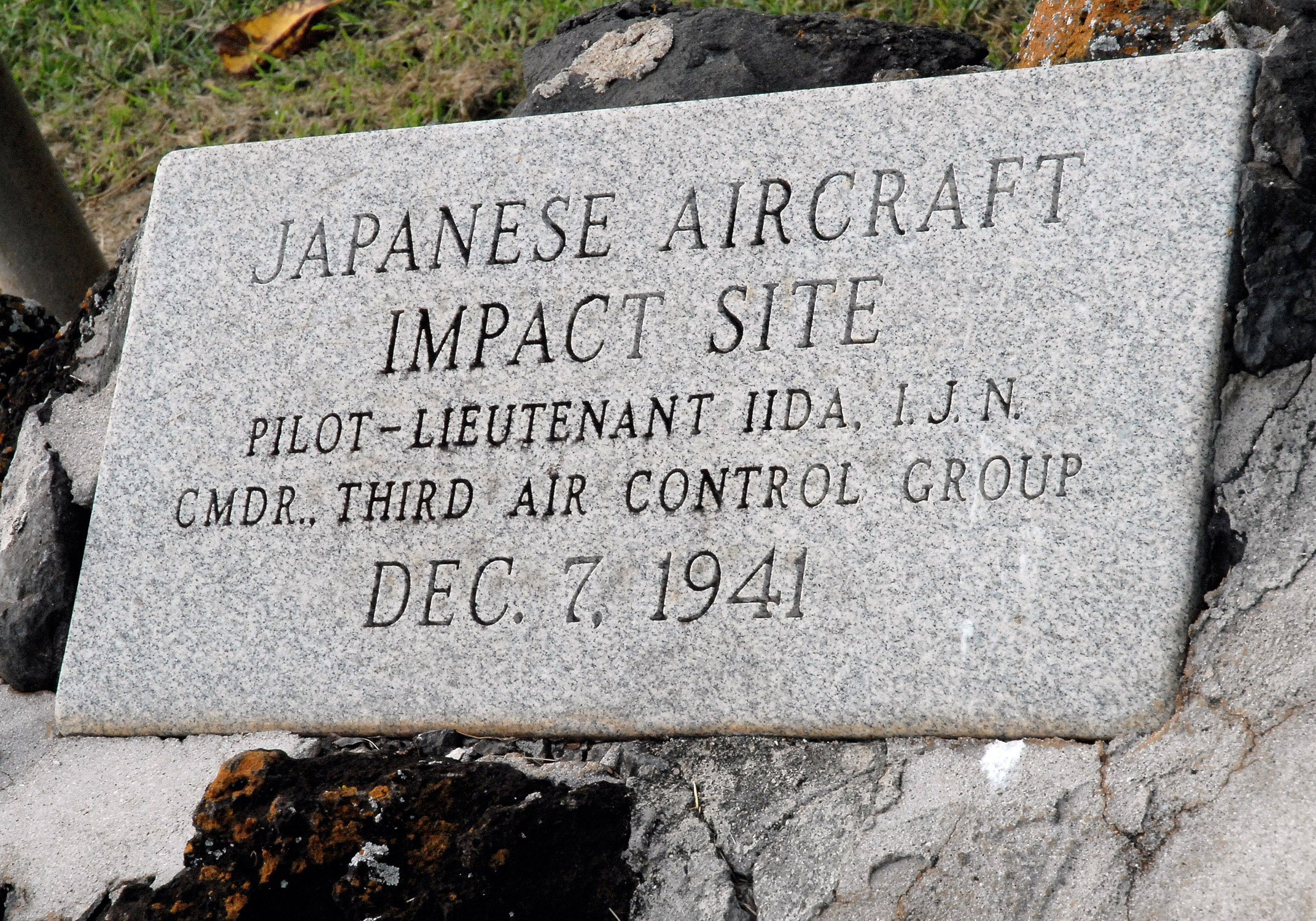
房太の突入地点に建立された記念碑

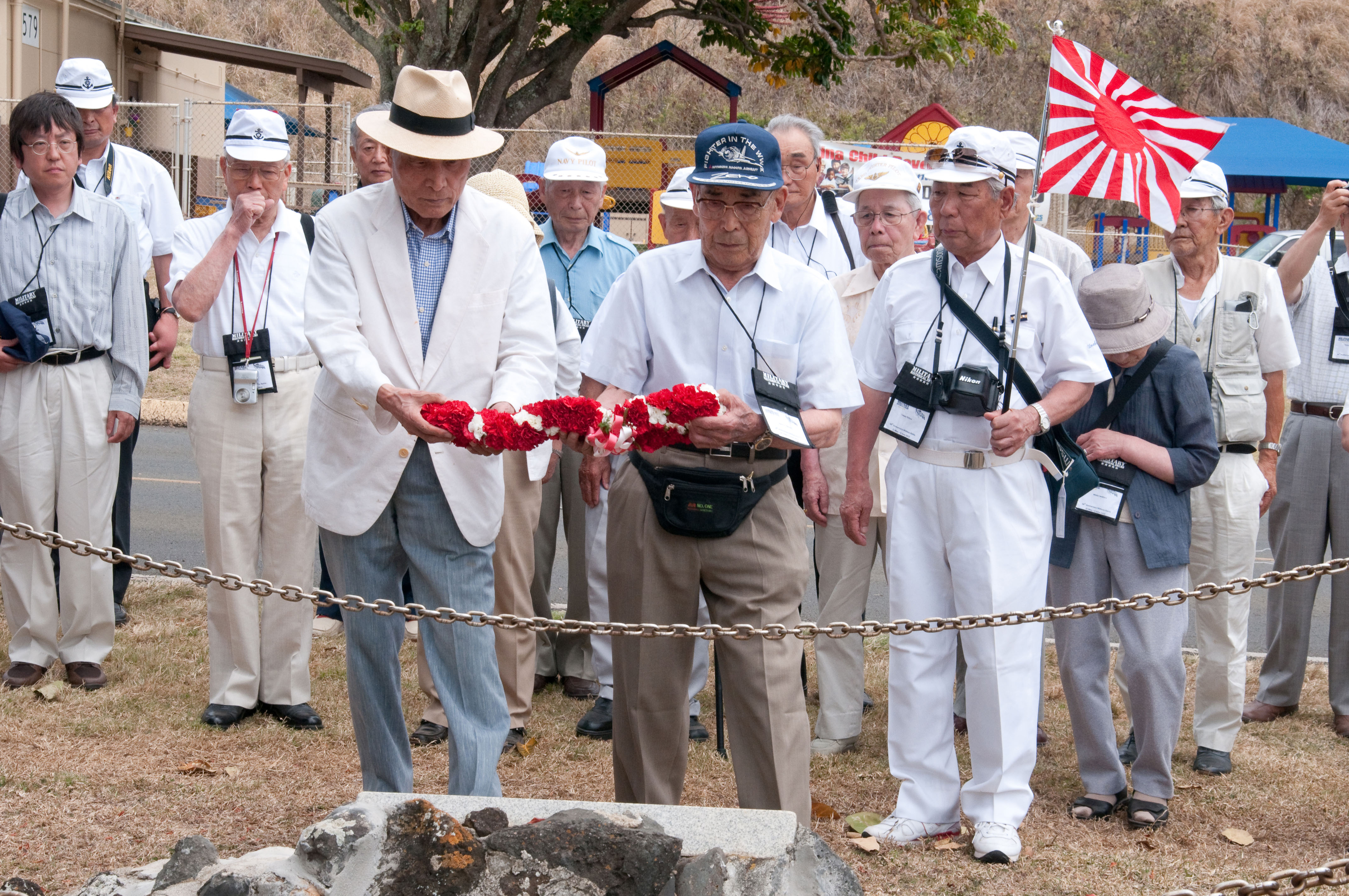
原田要元海軍中尉（青色の帽子）が房太の記念碑にカーネーションのレイを献花しているところ。原田は「零戦」搭乗員の生き残りで構成される海原会の会員達とともに基地を見学した。

房太は、牧野三郎大尉（第二次攻撃隊、空母「加賀」爆撃隊指揮官、操縦員。海兵60期）、鈴木三守大尉（第一次攻撃隊、空母「加賀」雷撃隊第二中隊長、操縦員。海兵64期）とともに、「真珠湾偉勲の三勇士」と謳われ、戦死後、二階級特進して海軍中佐となった。
房太の記事を見た群馬県に住む喜久代は、房太の母親ステを慰めるべく手紙を書いたのがきっかけで、房太の従兄弟義昭と結婚して夫婦で飯田家を継ぐことになり、1958年（昭和33年）には、飯田記念室を設立した。
1971年（昭和46年）、記念碑がカネオヘ湾海兵隊航空基地内に建立された。碑面には英文で、「日本機突入地点　パイロット 飯田大尉 日本帝国海軍　第三制空群指揮官 1941年12月7日」（JAPANESE AIRCRAFT IMPACT SITE PILOT LIEUTENANT IIDA, I.J.N. CMDR.. THIRD AIR CONTROL GROUP DEC. 7, 1941）と書かれている。
カネオへ海軍基地の防備隊にいて房太の突入を目撃していたコンラッド・R・フリーズ（Conrad R. Frieze）は、ミッドウェー海戦で、漂流中の空母「飛龍」機関科万代久男少尉（海機50期）を、自らが搭乗する哨戒機で救助し、交流を続けていた。その後、万代を介して、房太の遺族を探しあて、1981年（昭和56年）12月7日、ハワイで行なわれた「米軍将兵戦没者慰霊祭」に、喜久代を招待した。
炎上する「零戦」から房太の遺体を運び出したサム・チュン（Sam Chun）は、房太の飛行帽を隠して保管していた。1999年（平成11年）12月8日、サム・チュンの娘エルフリーダ・ツカヤマ（Elfrieda Tsukayama）は、ハワイで行われた返還式で、喜久代に飛行帽を手渡した。
2001年（平成13年）5月26日には、千葉県銚子市のカメラマン堺敬生が製作した上映時間19分のビデオ作品『還ってきた飛行帽』が、山口県新南陽市（当時）で上映された。
角田和男は、空母「蒼龍」から教員として転入してきた若い艦爆操縦員 (菅野三空曹か佐々木三空曹のどちらか)に、飯田大尉の戦死状況と列機が誰だったのか、本当に帰れないほど大きな穴がタンクに開いたか、などを食い下がって尋ねた。初めはなかなか話さず、戦闘機の方のことは分からない、と言っていた彼も、
と答えた。
2016年12月26日午後（日本時間27日昼）にハワイを訪問中の安倍晋三首相は戦死したホノルル市内のカネオヘ基地にある飯田房太中佐の記念碑を岸田文雄外相や稲田朋美防衛相を同行して献花し所信表明で
| 昨日私は、カネオへの海兵隊基地に、一人の日本帝国海軍士官の碑（いしぶみ）を訪れました。その人物とは、真珠湾攻撃中に被弾し、母艦に帰るのをあきらめ、引き返し戦死した戦闘機パイロット、飯田房太中佐です。彼の墜落地点に碑を建てたのは、日本人ではありません。攻撃を受けていた側にいた米軍の人々です。 死者の勇気を称え、石碑を建ててくれた。碑には、祖国のため命を捧げた軍人への敬意を込め「日本帝国海軍大尉」と当時の階級を刻んであります。 The brave respect the brave. 「勇者は、勇者を敬う」 アンブローズ・ビアスの詩（うた）は言います。戦い合った敵であっても敬意を表する。憎しみ合った敵であっても、理解しようとする。そこにあるのは、アメリカ国民の寛容の心です。 |

と述べた。
房太の従兄弟義昭の妻　貴久代は安倍晋三首相の慰霊訪問に「安倍首相には本当に感謝しかない。『ふーちゃん』はもちろん、あの戦争で亡くなった全ての人が喜んでいるような気がします」、「戦争で命を散らした人がいることを思い出すきっかけになってくれれば」と取材に応えた。

## 映画
1970年（昭和45年）に公開された映画『トラ・トラ・トラ!』には、和崎俊哉演じる空母「赤城」所属の「零戦」操縦士が海軍基地の格納庫に突入するシーンがあるが、これは、房太のものをはじめ、何件かの日本機による突入をヒントに創作されている。
実際に、空母「赤城」所属の「零戦」のうち未帰還となったのは、第一次攻撃隊の第二制空隊第一小隊二番機平野崟一飛曹 (固有機体番号 AI-154)であり、平野は、特務艦「アルゴンヌ」 (USS Argonne (AG-31))所属のマーカス・Ｆ・ポストン二等機関兵曹 (Marcus F. Poston)が操縦する民間機パイパー カブを岩間品次一飛曹と共同撃墜したが、A-20の旋回機銃などによる対空射撃で被弾し、カメハメハ大通りの直上をかすめながら、カメハメハ要塞（Fort Kamehameha）の兵器庫の前に突入している。